# جاي د. سيمو
جاي د. سيمو (بالإنجليزية: J. D. Simo)‏ هو مغن مؤلف أمريكي، ولد في 1985.

## وصلات خارجية
- جاي د. سيمو على موقع ميوزك برينز (الإنجليزية)